# Gare d'Itabashi
La gare d'Itabashi (板橋駅, Itabashi-eki) est une gare ferroviaire de la ville de Tokyo au Japon. Elle est située dans l'arrondissement d'Itabashi. La gare est gérée par la East Japan Railway Company (JR East).

## Situation ferroviaire
La gare d'Itabashi est située au point kilométrique (PK) 15,2 de la ligne Saikyō.

## Histoire
La gare a été inaugurée le 11 mars 1885.

## Service des voyageurs

### Accès et accueil
La gare dispose d'un bâtiment voyageurs, avec guichet, ouvert tous les jours.

### Desserte
- Ligne Saikyō :
  - voie 1 : direction Ōmiya (interconnexion avec la ligne Kawagoe pour Kawagoe)
  - voie 2 : direction Ōsaki (interconnexion avec la ligne Rinkai pour Shin-Kiba)